# فيرغوس سوتر
فيرغوس «فيرغي» سوتير (21 نوفمبر 1857 - 31 يوليو 1916) كان عامل بناء وحارس كرة قدم إسكتلندي ثم انتقل إلى المملكة المتحدة خلال القرن التاسع عشر. يمكن القول أنه أول لاعب كرة قدم محترف معترف به،  كان سوتر مواطنًا من غلاسكو ، إسكتلندا، لعب لفريق بارتيك قبل الانتقال إلى إنجلترا للعب مع داروين وبلاكبيرن روفرز .
كانت تحركاته الأولى خارج الحدود هي في كرة القدم الإنجليزية مع نادي بارتيك، وفي 1 يناير 1878 لعب معهم ضد داروين، وضد بلاكبيرن روفرز في الكسندرا ميدوز في اليوم التالي. في نهاية ذلك العام بدأ اللعب لنادي لانكشاير داروين، بعد وقت قصير من وصول لاعب بارتيك جيمس لوف.
حصل سوتر على ثلاث ميداليات في 1884 و 1885 و 1886. في وقت لاحق، أدار فندق Millstone في داروين، وتوفي في بلاكبول في عام 1916.

## تصويره
سوتر هو أحد الشخصيات الرئيسية في سلسلة Netflix المصغرة «اللعبة الإنجليزية» (2020) ، والذي يمثله كيفن غوثري .
تصوره السلسلة بالخطأً على أنه ذهب إلى نادي بلاكبيرن الذي فاز بكأس الاتحاد الإنجليزي في عام 1883 ، وفي الواقع، لعب سوتر لصالح منافسه الأولمبي المحلي بلاكبيرن روفرز وكان في الفريق الذي خسر في نهائي كأس 1882 ، . وبعد ذلك استمر في تألقه في انتصاراته النهائية على التوالي لكأس العالم في أعوام 1884 و 1885 و 1886 .

## مراتبه الشرفية
- بلاكبيرن روفرز
- الفائز بكأس الاتحاد الإنجليزي : 1884 و1885 و1886